# SN 1991al
SN 1991al – supernowa typu II odkryta 16 lipca 1991 roku w galaktyce A194223-5506. W momencie odkrycia miała maksymalną jasność 16,00m.